# Christos Karipidis
Christos Karipidis, född 2 december 1982 i Thessaloniki, Grekland, är en grekisk fotbollsspelare som spelar i Skoda Xanthi. Karipidis har bland annat varit med i Greklands U-23 trupp i Olympiska spelen 2004 i Aten.